# Pieśń o Waltariuszu

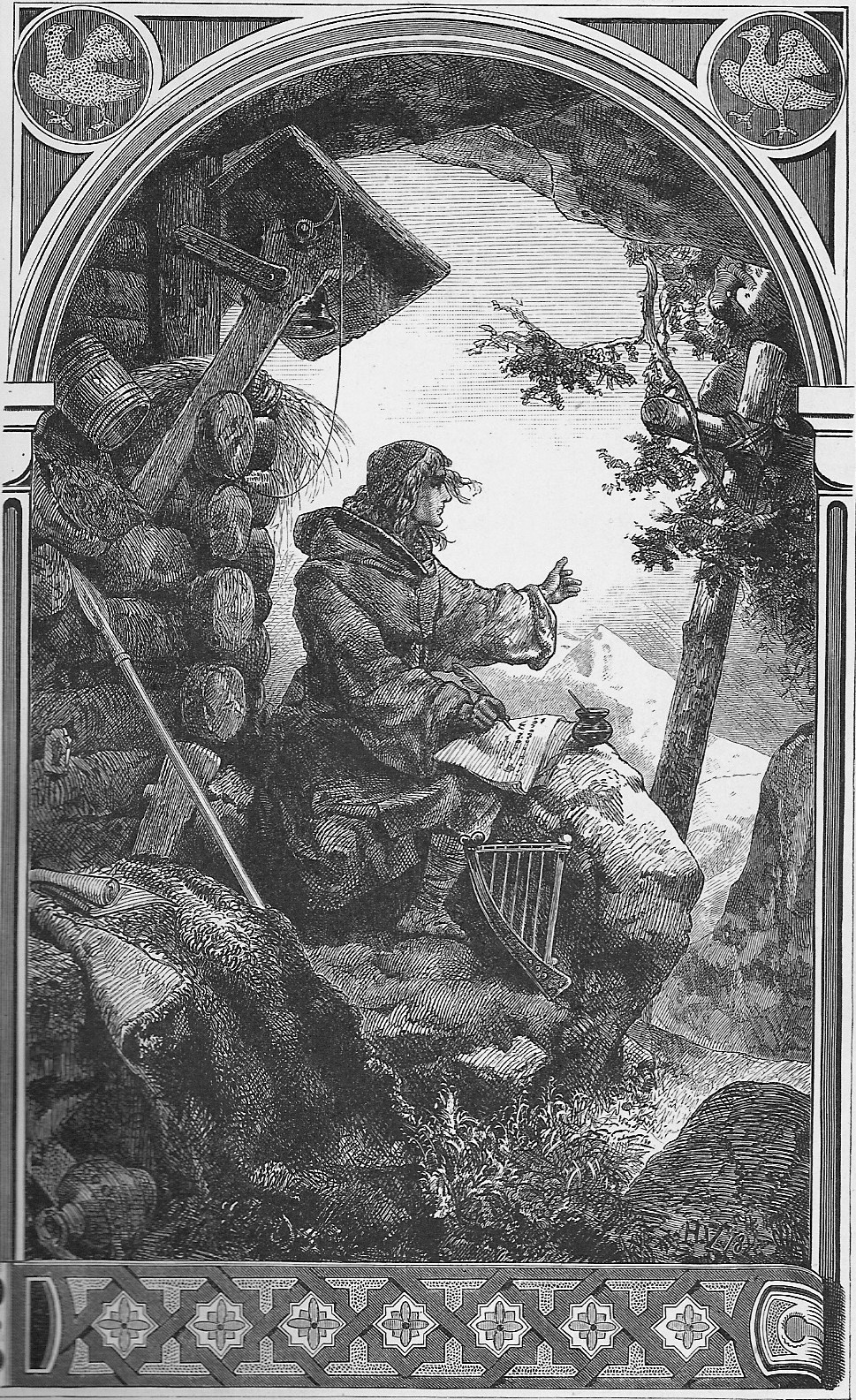
Ekkehard piszący Walthariusa

Pieśń o Waltariuszu lub Epos o Walterze (łac.: Waltharius, niem.: Waltharilied) – zachodnioeuropejski cykl powieści burgundzko-huńskich o Walterze znany z kilku nawarstwiających się relacji.

## Wersje opowieści
Najstarszą wersją opowieści jest pochodzący z IX wieku poemat łaciński napisany heksametrem Waltharius. Z tego samego czasu pochodzą fragmenty powstałego na Wyspach Brytyjskich poematu Waldere. Niektórzy badacze domyślają się u podstaw obydwu tych poematów, zaginionej, pochodzącej z VIII wieku wersji staroniemieckiej utworu. Cytaty z poematu o Walthariusie pojawiają się w XI wieku w kronice klasztoru w Novalese, przy okazji opowieści o innym Walthariusie, mnichu tego klasztoru. W XII wieku wątki związane z Walterem przejęły francuskie pieśni o Rolandzie, obdarzając go przydomkiem "Hun".
Upowszechnienie eposu o Walterze przypada na drugą połowę XII stulecia i wiek XIII. Pojawił się on wówczas w formie poetyckiej w Pieśni o Nibelungach i romansach o Helgundzie i Walterze, w polskiej Kronice wielkopolskiej pod postacią legendy o Walgierzu Wdałym i Helgundzie  a także w islandzkiej sadze o Dytryku z Bern, i w dolnoniemieckiej opowieści zatytułowanej Biterolf.

## Waltharius
Podstawową wersję opowieści przynosi pochodzący z IX wieku, napisany heksametrem, poemat łaciński, zatytułowany Waltharius. Jego autorem jest nieznany bliżej Gerald, który dzieło swe zadedykował biskupowi Erchanbaldowi.
Treść poematu przedstawia się następująco. Gibicho król Franków zostaje pobity przez Attylę wodza Hunów i zmuszony do zapłacenia trybutu i wysłania zakładnika o imieniu Hagano. Król burgundzki Hereryk oddaje na dwór Attyli w Panonii córkę Helgundę, a król akwitański Alfere swego syna Waltera. Po śmierci Gibicha, nowy król frankoński Gunter odmówił płacenia trybutu. Na wieść o tym Hagano uciekł z dworu huńskiego. Również Walter nakłania Helgundę do ucieczki. Zabierają broń i skarby Attyli i podążają na zachód. W czterdziestym dniu ucieczki zbiegowie przybyli nad brzegi Renu w okolicy Wormacji, będącej stolicą królestwa Franków. Przez rzekę przewiózł ich przewoźnik. Otrzymaną w podzięce rybę zaniósł nazajutrz na dwór królewski. W opisanym rycerzu Hagano rozpoznał swego przyjaciela Waltera. Król, uznawszy, że skarby Attyli pochodzą również z jego łupów, wyruszył na czele 12 rycerzy, wraz z Haganem, w pościg za zbiegami.
Walter i Helgunda odpoczywają tymczasem w skalistym wąwozie waskońskim, tak wąskim, że może przez niego przejść tylko jedna osoba. W wąwozie dochodzi do walki, bo Walter odmawia wydania skarbów. Z ręki Waltera giną wszyscy drużynnicy Guntera. Wówczas król zwrócił się do Hagana, który pamiętny na przysięgę wierności złożoną w niewoli przyjacielowi trzymał się dotąd z daleka od walki. Hagano zmuszony do wyboru między wiernością do przyjaciela i króla, poradził Gunterowi, by zaatakować Waltera na otwartym polu, gdy opuści już wąwóz. W bezpośrednim starciu Walter odciął królowi nogę. Gdy gotował się do zadania mu śmiertelnego ciosu, Hagano podstawił swoją głowę. Na hełmie Hagana pękł miecz Waltera. Wtedy Hagano odciął mu prawą rękę, a Walter z kolei wybił Haganowi zęby krótkim mieczykiem trzymanym w lewej ręce. Walka zakończyła się pojednaniem. Rycerze zawiązują sobie nawzajem swoje rany, po czym zasiadają do wspólnej uczty. Gunter z Haganem powrócili do Wormacji, a Walter z Helgundą dotarł do Akwitanii, gdzie następnie rządził przez trzydzieści lat.

## Waldere
Z anglosaskiego poematu Waldere zachowały się tylko dwa fragmenty opisujące dwie sceny z końcowego pojedynku. Jeden fragment został włożony w usta Helgundy (Hildegyth), drugi prawdopodobnie w usta Hagana. W obu fragmentach jest mowa o mieczach, pierwszy Waltera był dziełem znakomitego kowala Wielanda. Walter jest nazywany przez Helgundę wodzem wojsk Attyli (Aetlan orðwyga), co wskazuje na mniejszy rozdźwięk pomiędzy Walterem a Hunami niż we współczesnym poemacie niemiecko-łacińskim, choć i w Walthariusie Walter występuje jako dowódca wojsk huńskich.

## Pieśń o Nibelungach i romanze o Walterze

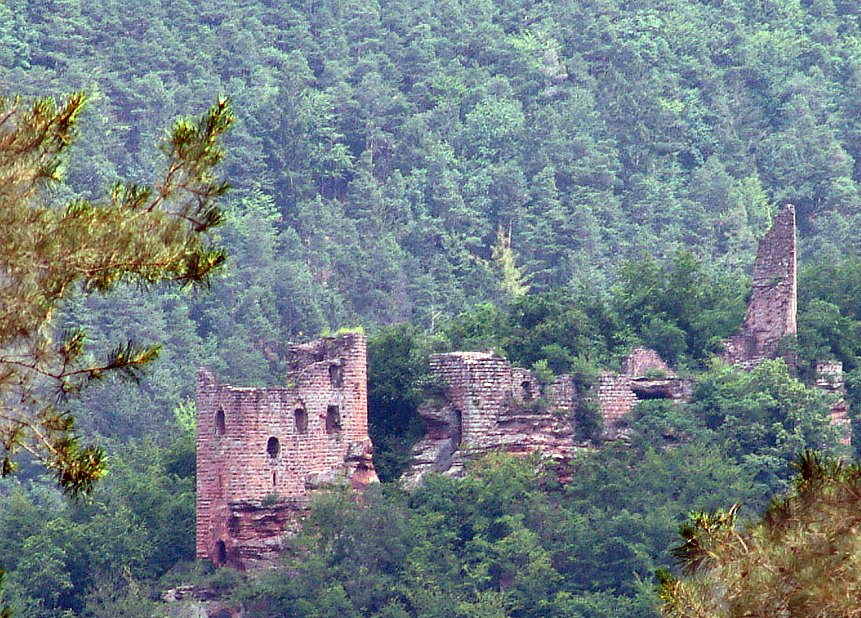
Zamek w Wasigenstein

W literaturze XIII wieku epos o Walterze i Helgundzie pojawia się już jako motyw od dawna ukształtowany. Jest przejmowany jako element poboczny, wzbogacający opowieść główną.
W Pieśni o Nibelungach znajduje się incydentalna wzmianka o Hagenie i Walterze z "Hiszpanii", a także o miejscu pojedynku zlokalizowanym w Wasgenstein koło Obersteinbach na granicy Palatynatu i Alzacji. Nazwa Wasgenstein została wyprowadzona od ziemi gaskońskiej (Uascono lant).
Bardziej samodzielny charakter ma środkowo-wysoko-niemiecka romanza o Walterze i Helgundzie znana z fragmentów z Grazu i Wiednia. Zajmuje się ona głównie dalszymi losami głównych bohaterów: uroczystościami weselnymi, które odbywają się w Langres, gdzie znajduje się główna siedziba Alpkera (Alfera). Na uroczystości zostaje zaproszony Attyla z żoną Helchą. Postacią nową jest wróg nowożeńców, Ortwin, ostatni władca Metzu.

## Saga o Dytryku z Bern
W sadze o Dytryku z Bern dwór króla Hunów przesuwa się na zachód z Panonii do Soeset w Saksonii. Głównym przeciwnikiem Attyli nie są już Frankowie i Burgundowie, lecz Hermaneryk, panujący w Apulii (Puille). Na mocy wzajemnych układów Attyla wysyła Hermanerykowi 12 zakładników, a ten posyła Attyli 12 swoich zakładników. Na ich czele stoi Walter z Wasgensteinu, siostrzeniec króla Gotów. Dwa lata później na dwór huński przybywa Hildegunda, córka władcy Greków Iliasa. Po jakimś czasie Walter i Hildegunda uciekają. W pościg za nimi wyrusza Högni (dawny Hagen, Hagano), syn króla Aldriana, na czele 11 rycerzy. Wszyscy oni giną z ręki Waltera. Högni ucieka do lasu, skąd próbuje zaatakować ucztującą parę. Uderzony kością z nogi dzika, traci oko.

## Biterlof

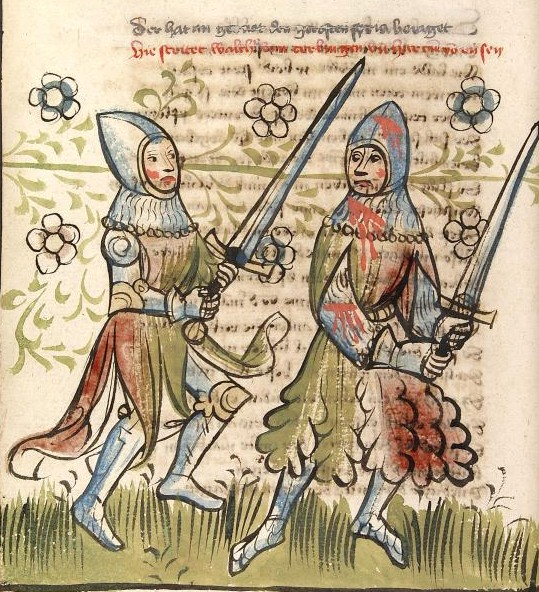
Walka Waltera

W II połowie XIII wieku wątek Waltera pojawia się również w niemieckim poemacie Biterlof. Walter "z Hiszpanii" i Helgunda "z Aragonii" przebywają na dworze króla Etzela (Attyli) w Hunalandzie. Przyjaźnią się tam z Rydygierem, kasztelanem granicznego grodu Bechelaren nad Dunajem i jego żoną Gotelintą. Kiedy uciekną, Attyla wysyła Rydygiera w ślad za uciekinierami. Po bitwie w lesie waskońskim z Gunterem i Hagenem zbiegowie docierają do Paryża, który jest siedzibą Waltera. Historię tę opowiada Walter Biterlofowi, który przybywa do Paryża z Hiszpanii, ściera się z nim najpierw w pojedynku, po rozpłataniu mu hełmu poznaje w nim jednak swego krewnego i zostaje zaproszony na ucztę. W ślad za Biterlofem przybywa do Paryża jego syn Ditleip. Jego droga prowadzi dalej przez las waskoński. Przekracza Ren pod Oppenheim, chcąc uniknąć władającego w Wormacji Guntera. Mimo to Gunter z Hagenem stają na jego drodze. Zostają pokonani w walce, a Hagen wspomina analogiczne spotkanie z Walterem. Opowieść kończy się wojną Attyli z Gunterem, w której Walter bierze udział po stronie Guntera.

## Dalsze przekształcenia
W II połowie XIII wieku Walter pojawia się przygodnie w poemacie Rosengärten i w Księdze z Bern. W Rosengärten jest on nazywany Walterem z Wasgenstein, natomiast w Księdze z Bern Walterem z Lengres i pojawia się u boku Dytryka z Bern, walczącego z Hermanerykiem z Apulii o swoją ojcowiznę. Jednocześnie w obozie Hermaneryka pojawia się inny Walter "z Kerlingen". Pierwotna opowieść o Walterze, wskutek kolejnych przekształceń, zaprzecza tu już swoim początkom.
Polskim pokłosiem tej popularnej na zachodzie Europy epopei jest zawarte w Kronice Wielkopolskiej podanie o Walgierzu Wdałym (Mocnym) z Tyńca, Wisławie Pięknym z Wiślicy i Helgundzie.
Fikcyjną i romantyczną genezę powstania tego dzieła, jak też i swobodny przekład na język ojczysty, przedstawił niemiecki pisarz i poeta Joseph Victor von Scheffel w powieści Ekkehard.
Waltariusz jest formą zlatynizowaną imienia Walter.